# Маркомер
Маркомер или Маркомир (Marcomeres, Marchamirus, Marchomir) е франкски вожд (dux), военачалник, генерал от 4 век.

## Биография
Според книгата за франките Liber Historiae Francorum Маркомер е син на Приам и баща на Фарамунд, легендарен крал на салическите франки от 420 до 426/428 г. и баща на Клодион.
Заедно с франкските военачалници Генобавд († 388) и Суно през 388 г. той прави успешно нападение в римската територия на Долен Рейн. Те разрушават територията около Кьолн и с богата плячка се оттеглят. Това е описано в детайли от Сулпиций Александър и Григорий Турски.
Римският генерал Арбогаст напада франките и Валентиниан II им предлага мир.
През 391/392 или 392/393 г. Арбогаст пресича през зимата за втори път Рейн и напада франките, при което Маркомер ръководи също и Ампсивариите и хатите.
През 396 г. Маркомер е пленен в Етрурия от римляните и умира през 397 г. Тогава Суно иска да отмъсти за Маркомер, но е убит от собствените му хора.